# Plešivec (Słowacja)
Plešivec (węg. Pelsőc) – wieś (obec) na Słowacji położona w kraju koszyckim, w powiecie Rożniawa. Leży w historycznym regionie Gemer.

## Położenie
Miejscowość położona jest przy ujściu rzeki Štítnik do rzeki Slaná w mezoregionie Kras Słowacki (Slovenský kras). Z trzech stron otaczają ją strome stoki poszczególnych płaskowyżów Krasu: od wschodu Silickiego, od północy Pleszywskiego, a od zachodu Koniarskiego. Od południa dochodzi skraj Kotliny Południowosłowackiej.

## Opis miejscowości

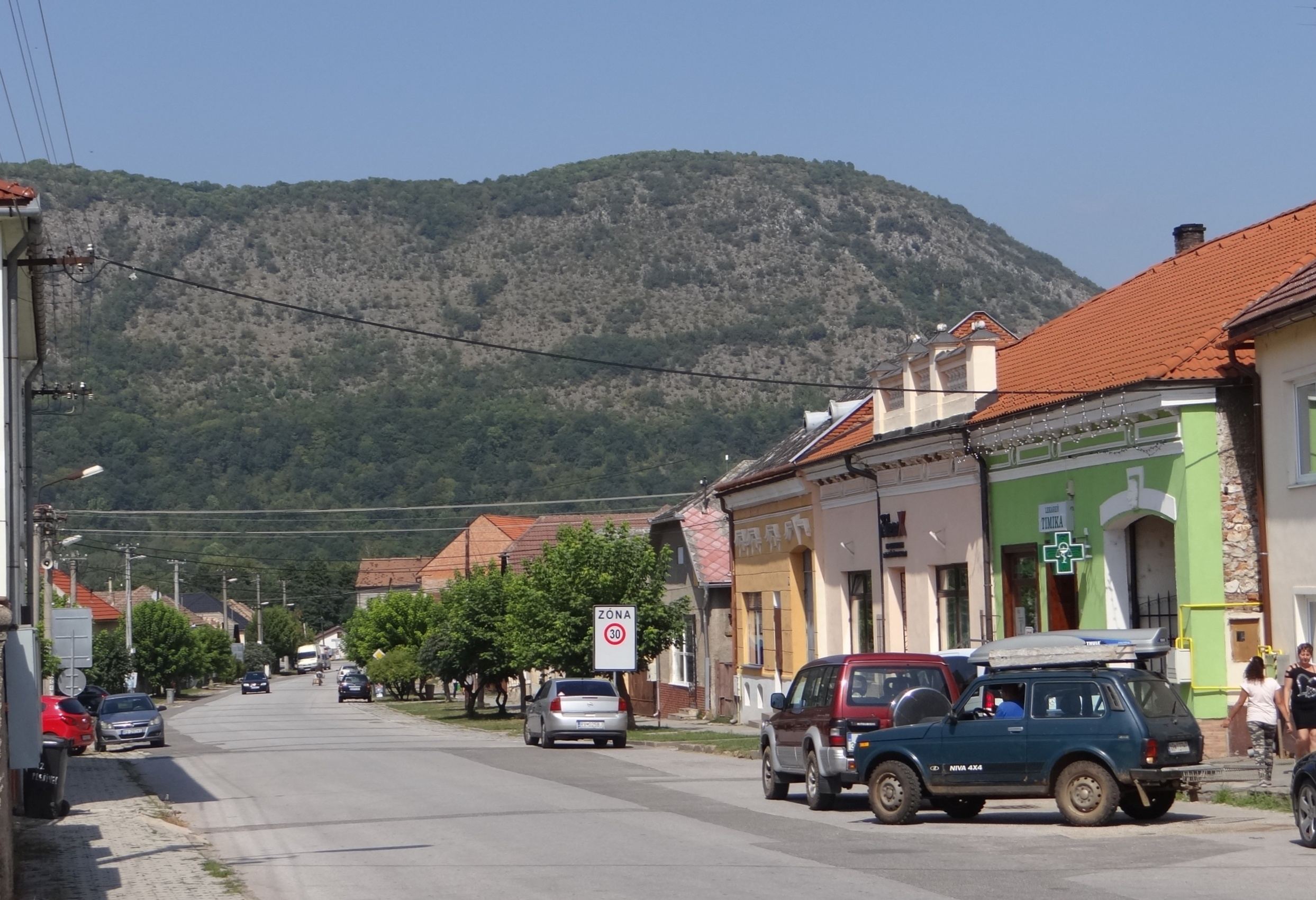
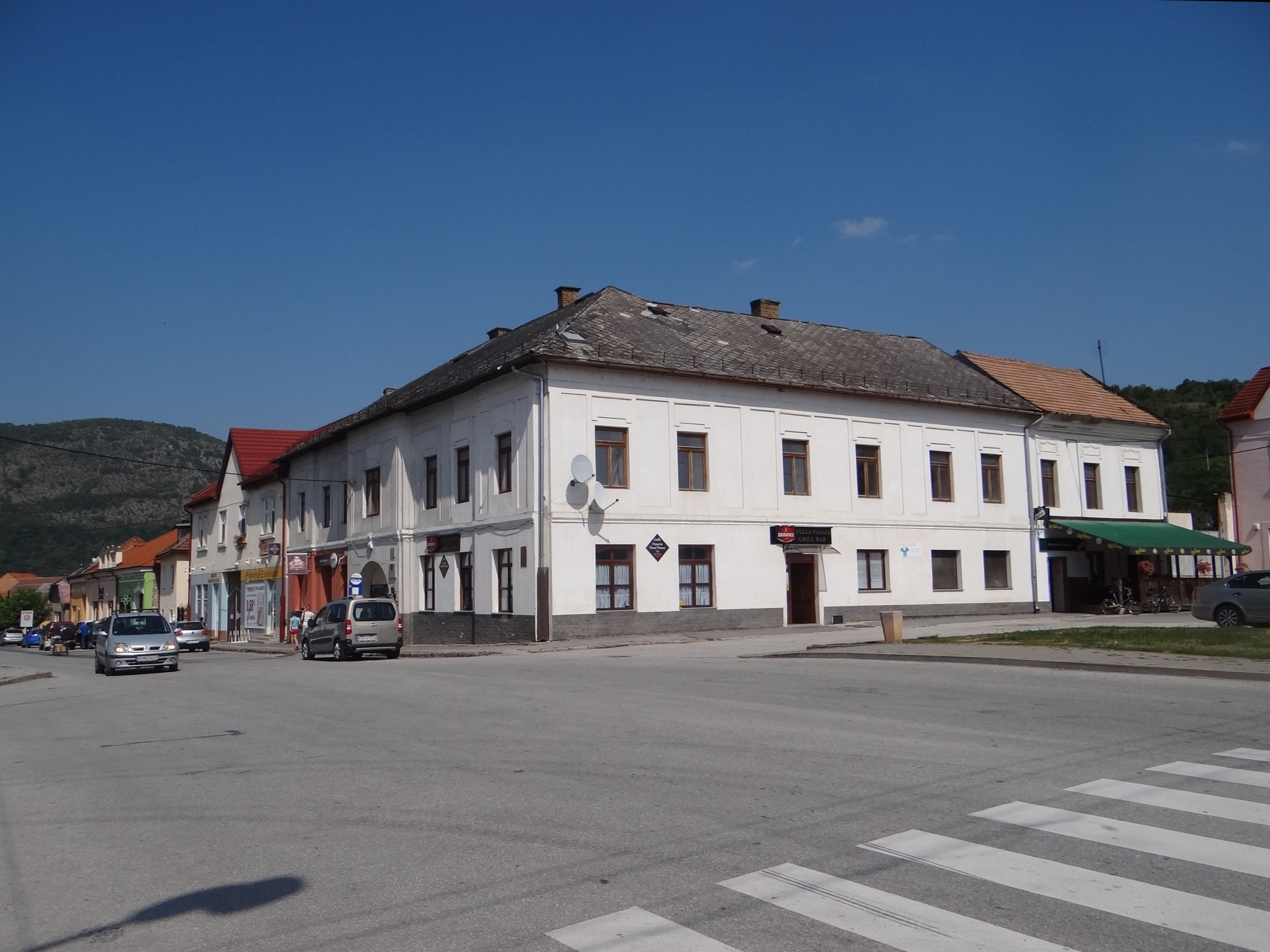
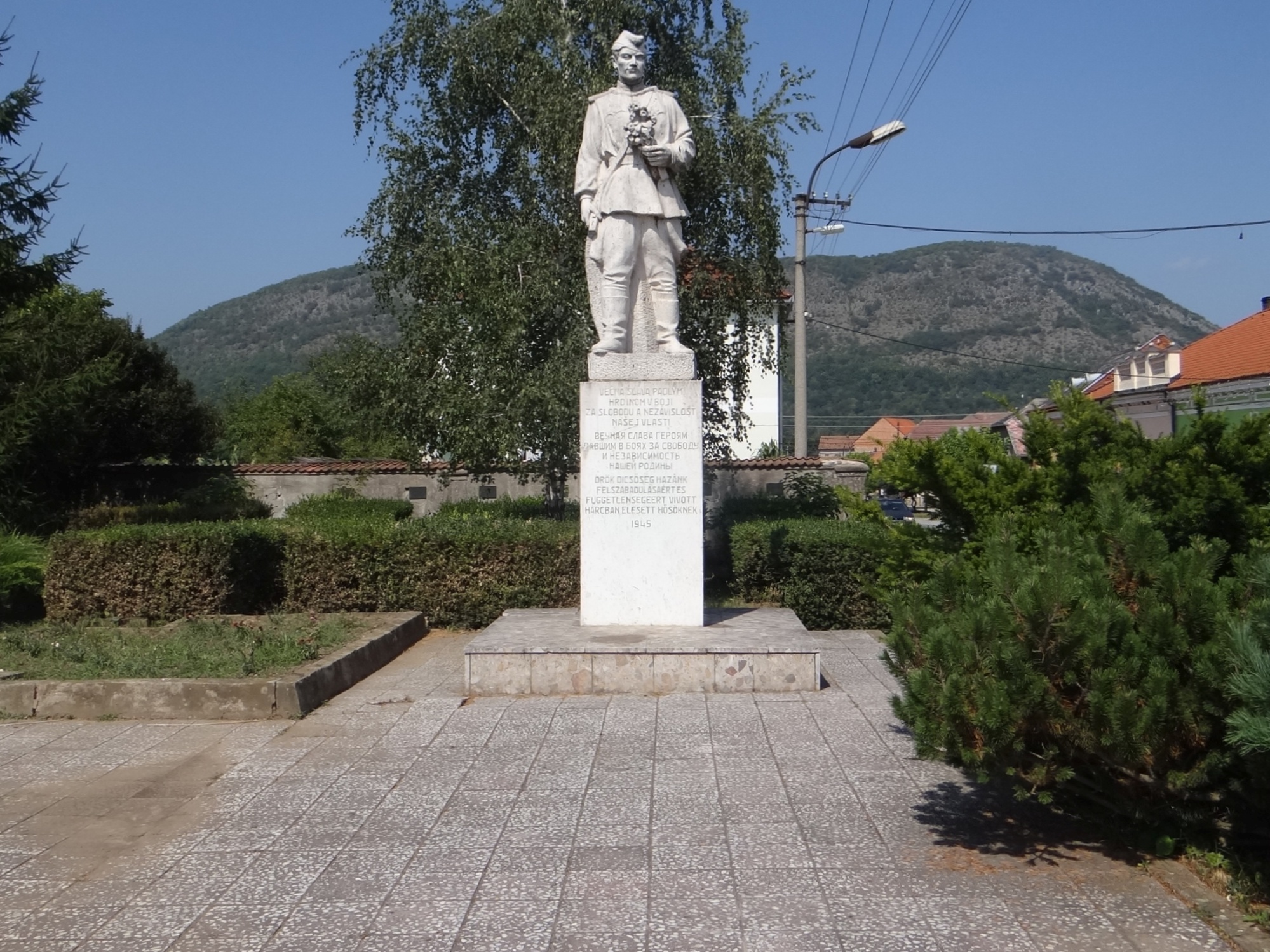

## Historia
Pierwsze wzmianki o miejscowości pochodzą z roku 1243, kiedy król Bela IV darował ją przedstawicielom znaczącego w średniowieczu szlacheckiego rodu Ákosów - Dietrichowi i jego bratu, żupanowi Filipowi, Bubekom (Bebekom). Wznieśli oni tu rodowy kościół oraz otoczony fosą zamek, który stał się siedzibą rozległego "państwa" feudalnego, sięgającego po źródła rzeki Slanej. Od roku 1328, jako prywatne miasteczko, miejscowość posiadała nadane przez króla Karola Roberta prawa miejskie na wzór Krupiny. W XVIII i XIX w. Plešivec był siedzibą gemerskiej żupy (do roku 1898, kiedy została ona przeniesiona do Rymawskiej Soboty).

## Demografia
Według danych z dnia 31 grudnia 2012, wieś zamieszkiwały 2343 osoby, w tym 1183 kobiety i 1160 mężczyzn.
W 2001 roku rozkład populacji względem narodowości i przynależności etnicznej wyglądał następująco:
- Słowacy – 43,97%
- Czesi – 0,57%
- Polacy – 0,04%
- Romowie – 4,78%
- Ukraińcy – 0,16%
- Węgrzy – 49,2%

Ze względu na wyznawaną religię struktura mieszkańców kształtowała się w 2001 roku następująco:
- Katolicy rzymscy – 31,92%
- Grekokatolicy – 0,9%
- Ewangelicy – 7,97%
- Prawosławni – 0,12%
- Ateiści – 28,2%
- Nie podano – 2,29%

## Turystyka
Plešivec znajduje się na skrzyżowaniu kilku szlaków turystycznych prowadzących przez Kras Słowacki:
  Plešivec – Koniarská planina – Hrádok (przełęcz). Odległość 21 km, suma podejść 965 m, suma zejść 575 m, czas przejścia: 5.55 h,
  Štítnik – Plešivská planina – Plešivec. Odległość 22 km, suma podejść 770 m, czas przejścia 5.45 h,
    – Plešivec – Mestská priepasť – Silická Brezová (przełęcz) – Pod Rakytníkom – Pod Dlhým Bralom – Kečovo. Odległość 11,4 km, suma podejść 420 m, suma zejść 350 m, czas przejścia 3.10 h.